# Френсіс Бенджамін Джонстон
Френсіс Бенджамін Джонстон (15 січня 1864 , Графтон, Західна Вірджинія  — 16 травня 1952 , Новий Орлеан, Луїзіана ) — рання американська фотографка і фотожурналістка, кар'єра якої тривала майже пів століття. Вона найбільш відома своїми портретами, фотографіями південної архітектури та різними фотографічними серіями, на яких зображені афроамериканці та корінні американці на рубежі 20 століття.

## Раннє та сімейне життя

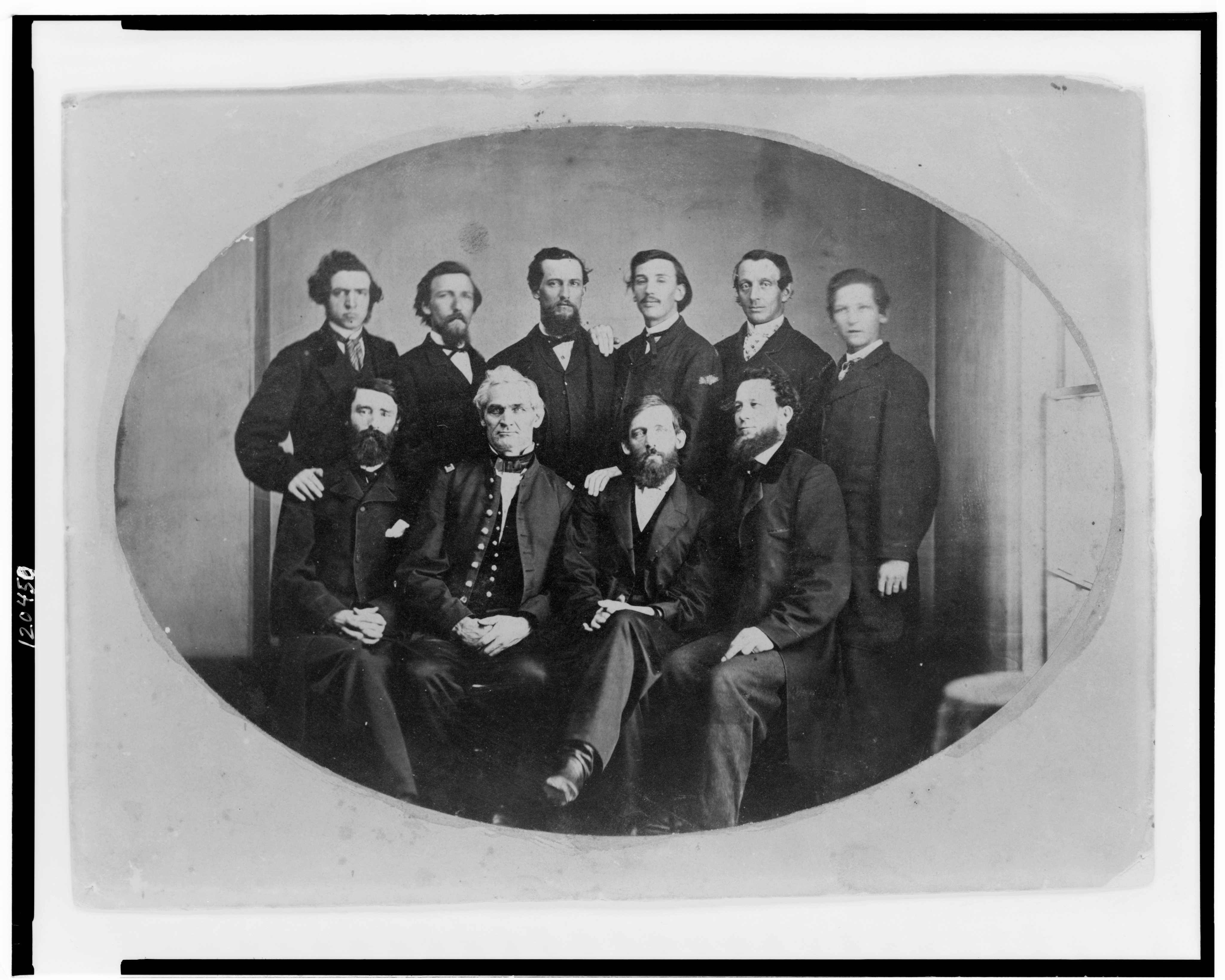
Портрет десяти чоловіків, включаючи Андерсона Д. Джонстона (перший ряд, другий праворуч)

Френсіс Бенджамін Джонстон народилася в Графтоні, Західна Вірджинія в родині заможних батьків, і була єдиною дитиною що вижила. Її мати Френсіс Антуанетта Бенджамін була з Рочестера, штат Нью-Йорк, і була нащадком учасника війни за незалежність США Ісаака Кларка. Вона вийшла заміж за Андерсона Доніфана Джонстона з Мейсвілла, штат Кентуккі, батько якого, доктор Вільям Браянт Джонстон, народився у Вірджинії й більшу частину життя пропрацював лікарем у Цинциннаті, штат Огайо. Хоча згідно з переписом 1850 р. його батько і володів 11-річним чорношкірим хлопчиком, Андерсон Джонстон симпатизував Союзу, а Графтон в якому він проживав був ключовим складом на залізниці Балтімора та Огайо, а також складом постачання Союзу під час громадянської війни в Америці.
Френсіс Антуанетта Бенджамін Джонстон переживе свого чоловіка майже на два десятиліття. Вона працювала в журналістиці як спеціальна кореспондентка Конгресу, і була однією з перших жінок, які писали про політику. Вона також працювала театральним критиком під псевдонімом «Ione» для Baltimore Sun.
Батьки Френсіс Бенджамін Джонстон переїхали до столиці незабаром після Громадянської війни, коли вона була немовлям, можливо, частково через те, що вони втратили трьох немовлят за роки війни. Її батько розпочав свою кар'єру в федеральному уряду на посаді помічника бухгалтера Міністерства фінансів і пропрацював на цій посаді понад 30 років.
Френсіс Бенджамін Джонстон виховувалася у Вашингтоні, округ Колумбія, і здобувала приватну освіту. Закінчила у 1883 р. Інститут молодих дам Нотр-Дам в Меріленді (пізніше він перетворився на коледж і став університетом Нотр-Дам з Меріленду). Потім вона вивчала мистецтво в Академії Жуліана в Парижі та Вашингтонській лізі студентів мистецтв.

## Кар'єра
Незалежна і вольова молода жінка, Джонстон писала статті для періодичних видань, перш ніж знайти своє покликання у фотографії. Свій перший фотоапарат їй подарував підприємець Джордж Істмен, близький друг сім'ї, і винахідник нових, легших, камер та процесу кінофільмів Eastman Kodak. Вона пройшла навчання з фотографії у Томаса Сміллі, директора фотографії Смітсоніан.

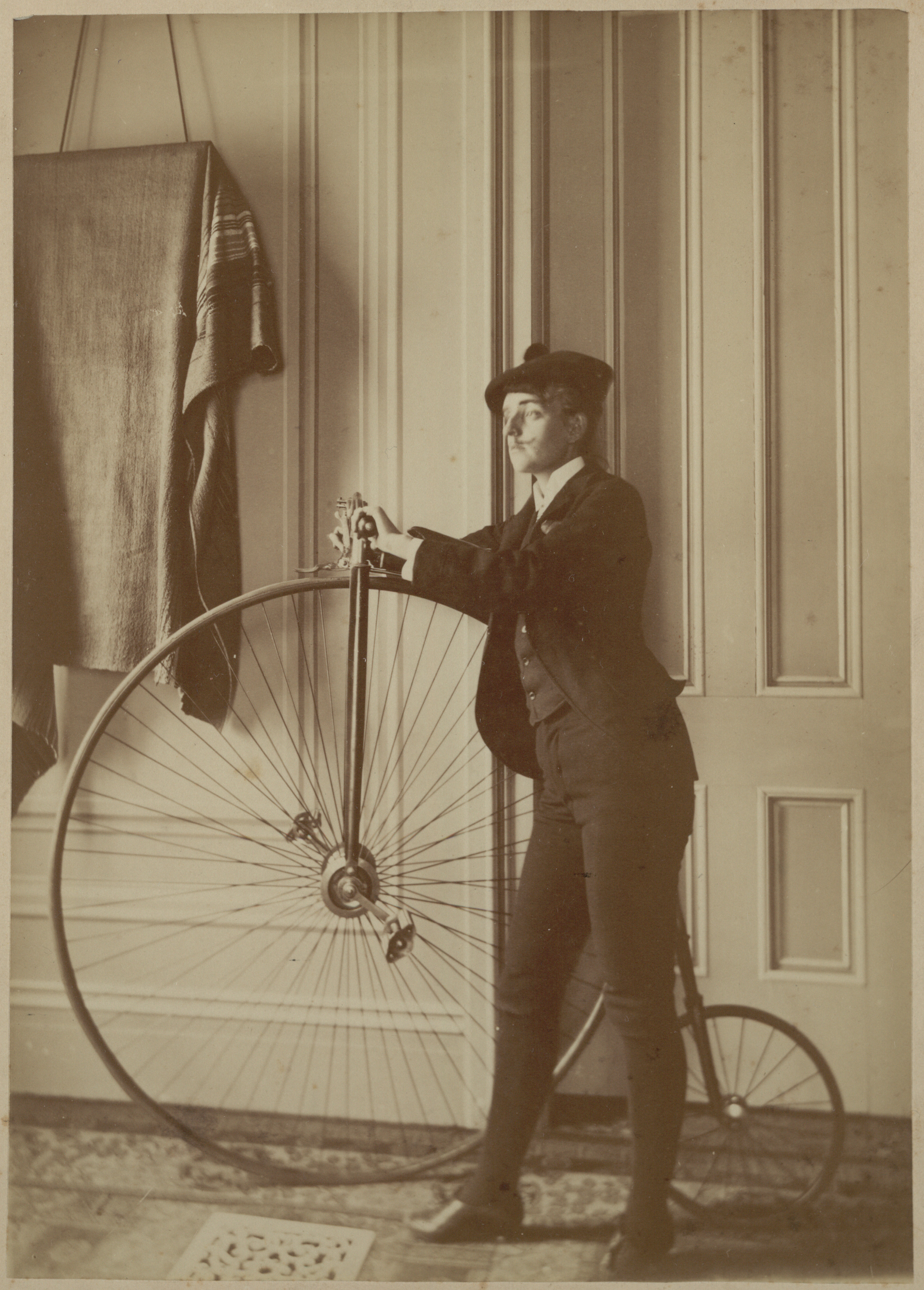
Автопортрет Джонстон, одягненої в чоловіка, з фальшивими вусами та велосипедом, бл. 1890 року.

Вона робила знімки друзів, сім'ї та місцевих діячів, перш ніж почати працювати як фотограф-фрілансер та гастролювати Європою у 1890-х. Там вона використовувала свій зв'язок зі Сміллі, щоб відвідувати видатних фотографів та збирати предмети для колекцій музею. Вона отримала подальший практичний досвід у своїй справі, працюючи у новоствореній компанії Eastman Kodak у Вашингтоні, округ Колумбія, передаючи плівку на проявлення та консультуючи клієнтів, щодо ремонту камер. 1894 року вона відкрила власну фотостудію у Вашингтоні, округ Колумбія, на вулиці V між 13-ю і 14-ю вулицями і на той час була єдиною жінкою-фотографом у місті. Вона робила портрети багатьох відомих сучасників, зокрема суфражисток Сьюзен Ентоні, письменника Марка Твена та Букера Вашингтона, директора Університету Таскігі. Маючи зв'язки в елітарному суспільстві, журнали доручали їй робити портрети знаменитостей, наприклад, весільний портрет Еліс Рузвельт. Її охрестили «Фотографом американського суду». Вона сфотографувала адмірала Д'юї на палубі корабля USS Olympia, дітей президента Теодора «Тедді» Рузвельта, що гралися зі своїм домашнім поні в Білому домі, та сади знаменитої вілли Едіт Вортон поблизу Парижа.

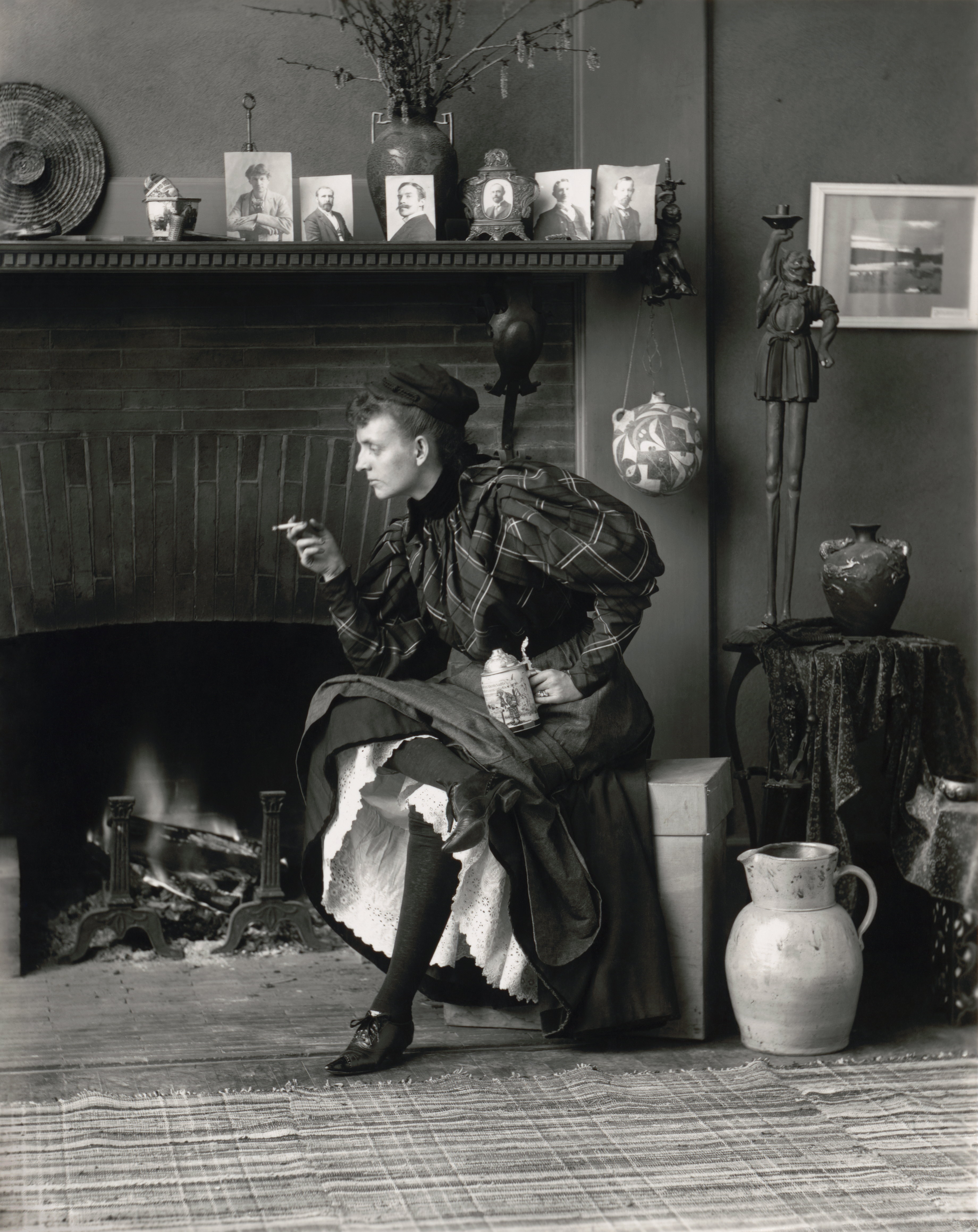
Автопортрет (в обрвзі Нової жінки), автопортрет 1896 року, зроблений у її студії у Вашингтоні, округ Колумбія

Вирісши в сім'ї, яка мала зв'язки з елітними колами столиці, Джонстон спиралася на свої зв'язки та знайомства з політиками Вашингтона: її призначили офіційним фотографом Білого дому і вона висвітлювала роботу адміністрацій Президентів Гаррісона, Клівленда, Мак-Кінлі, Рузвельта та Тафта.
Мабуть, її найвідомішою роботою є її автопортрет як «Нової жінки», із задертою спідницею та пивним кухлем у руці. Джонстон виступала за розширення ролі жінок у мистецтві фотографії. 1897 року Ladies' Home Journal опублікував статтю Джонстон під назвою «Що може жінка з камерою». З Заїдою Бен-Юсуф Джонстон стала співавторкою виставки фотографій двадцяти восьми жінок-фотографів на Всесвітній виставці (1900) в Парижі. Потім вона вирушила до Санкт-Петербурга та Москви в Російській імперії. Після тридцяти років вона активно подорожувала, роблячи багато документальних та художніх фотографій шахтарів, залізничників, жінок, що працювали на текстильних фабриках Нової Англії, та моряків. Перебуваючи в Англії, вона сфотографувала актрису Мері Андерсон, яка була подругою її матері.
1899 року Голліс Берк Фріссел доручив Джонстон сфотографувати будівлі та студентів Гемптонського інституту в Гемптоні, штат Вірджинія, щоб показати його успіх. Це замовлення додало їй престижу як фотографці. Ця серія, яка документує звичайне життя школи, вважається однією з її найбільш показових робіт. Вона була виставлена на виставці американських негрів Всесвітньої виставки (1900). Її фотографії Гемптонського інституту були використані Робертом Вілсоном у фільмі «Гра мрії» за мотивами твору Августа Стріндберга.

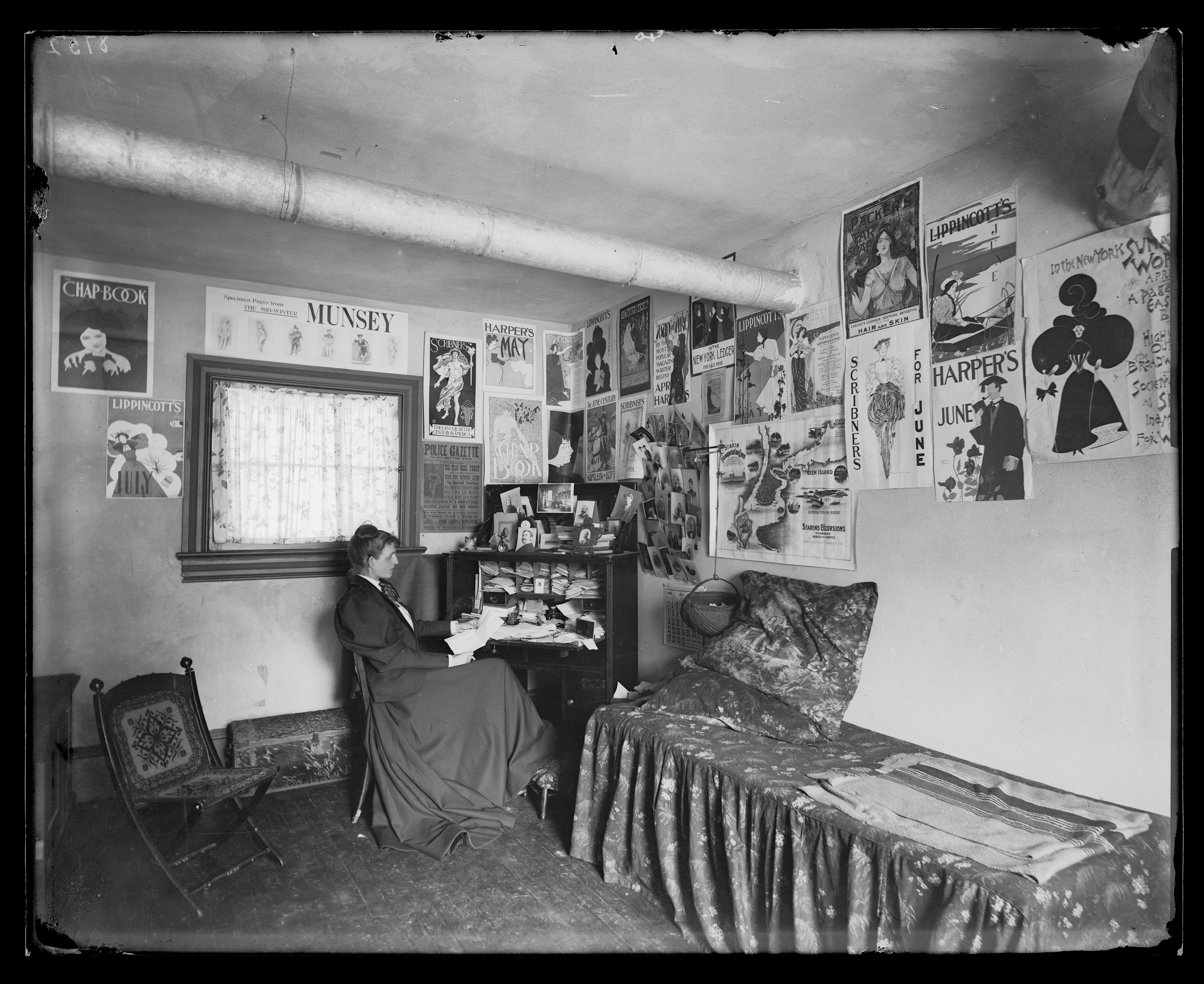
Джонстон у її студії, 1896 рік

Вона фотографувала такі події, як всесвітні виставки та підписання мирних договорів. Джонстон зробила останню фотографію президента Вільяма Мак-Кінлі на Панамериканській виставці 1901 року безпосередньо перед тим, як його там вбили. Зі своєю партнеркою, Метті Едвардс Х'юїт, успішною фотографкою, Джонстон відкрила студію в Нью-Йорку 1913 року. Її мати та тітка переїхали до її нової квартири.
Протягом їхніх стосунків Х'юїт писала любовні листи Джонстон, які можна знайти в «The Woman Behind the Lens: The Life and Work of Frances Benjamin Johnston, 1864—1952». Багато ранніх листів зосереджувались на захопленні Х'юїт роботою Джонстон, але в міру їхнього роману він все частіше писав про свої почуття: «… коли ти мені потрібна чи я потрібна тобі — [ми] повинні тримати один одного ближче, міцно тримаючись за руки…»
Джонстон читала лекції про бізнес для жінок в університеті Нью-Йорка. Джонстон і Х'юіт провели серію досліджень архітектури Нью-Йорка в 1920-і роки. На початку 1920 року її мати померла в Нью-Йорку.

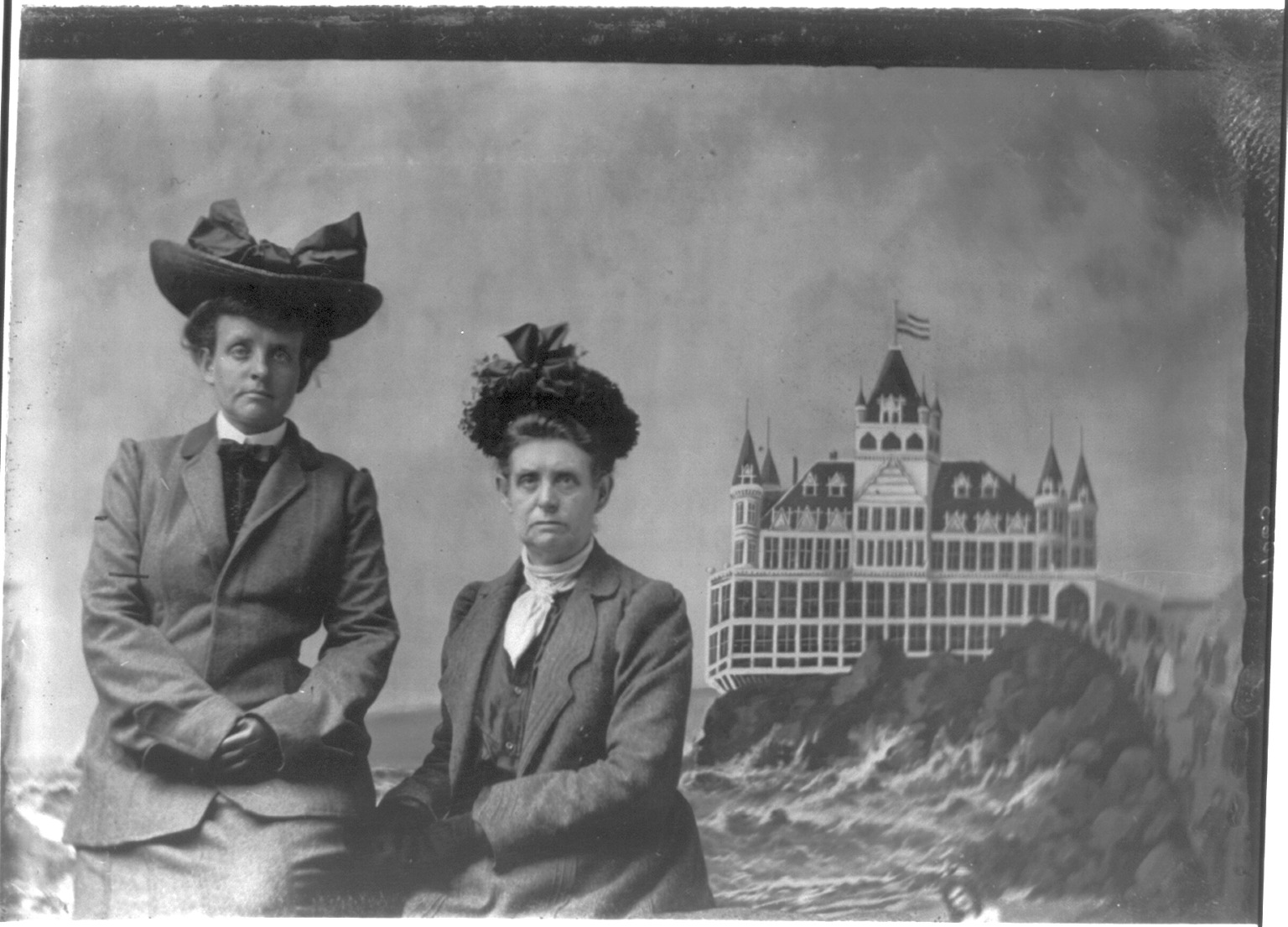
Френсіс Бенджамін Джонстон, з (її матір'ю), перед розписним фоном із зображенням Cliff House у Сан-Франциско, Каліфорнія, 1903

У 20-х роках Джонстон дедалі більше цікавилася фотографуванням архітектури. Коли Нью-Йорк змінювався під тиском прогресу, вона хотіла задокументувати будівлі та сади, які занепадали або були переплановані та втрачені. В міру того як її зацікавлення в архітектурі зростало, вона зацікавилася документуванням архітектури американського Півдня. Джонстон прагнула зберегти повсякденну історію американського Півдня завдяки своєму мистецтву; вона досягла цього, сфотографувавши амбари, корчми та інші типові споруди. Її не цікавило фотографування величних будинків та плантацій Півдня, а швидше занепад будівель у цих громадах, що зображувало повсякденне життя простих південців. Її фотографії залишаються важливим джерелом для сучасних архітекторів, істориків та природоохоронців. 1928 року вона виставила серію з 247 фотографій Фредеріксбурга, штат Вірджинія, починаючи від занепадних маєтків багатих і халуп бідних. Виставка отримала назву Pictorial Survey—Old Fredericksburg, Virginia—Old Falmouth and Nearby Places і описувалась як «Серія фотографічних досліджень архітектури регіону, що походять традиціями від колоніальних часів до приблизно 1830 року», та як «Історичний запис збереження чогось з атмосфери типового міста старої Вірджинії».

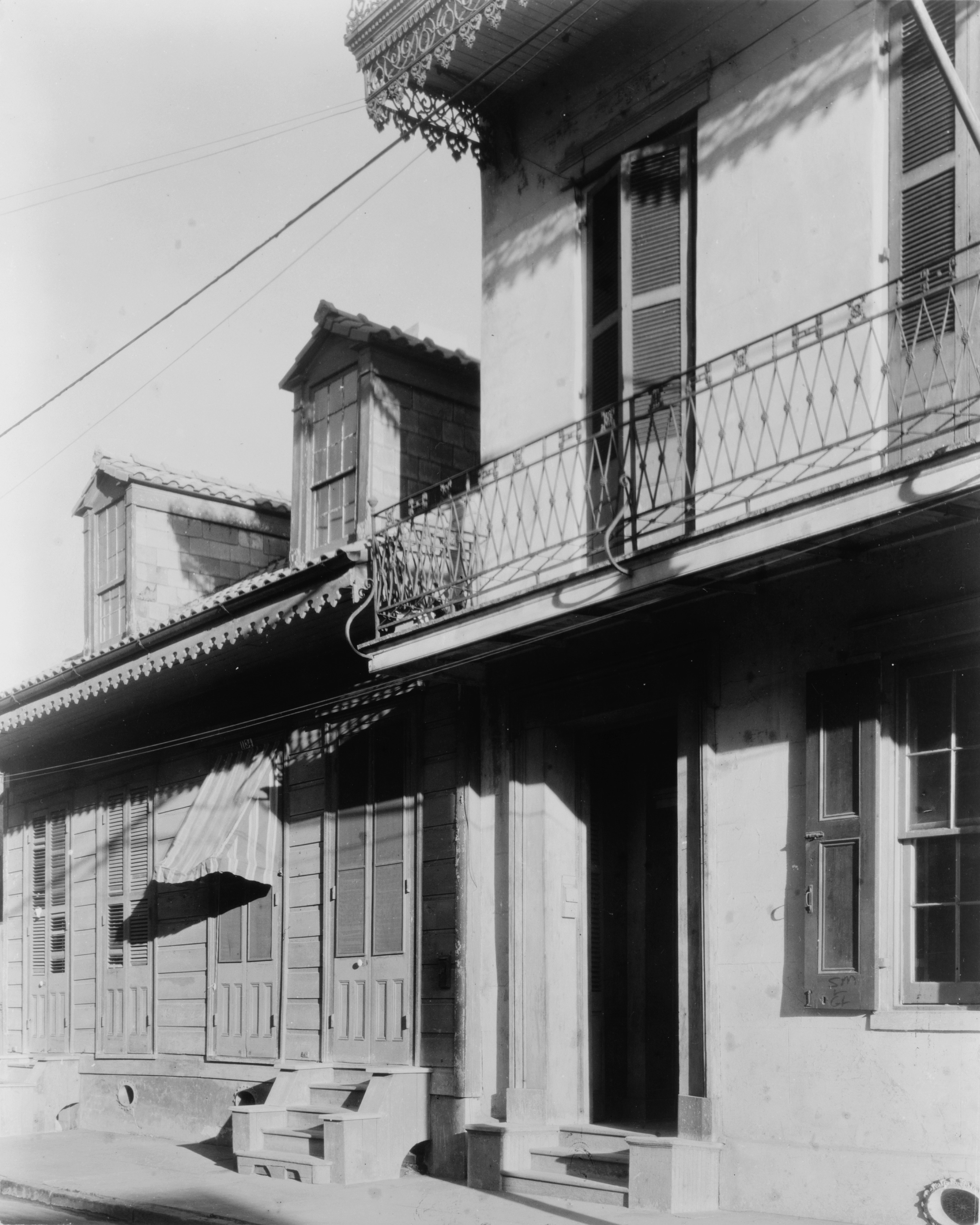
«Аркадія, де все листя веселе»: будинок Френсіс Бенджамін Джонстон, вулиця Бурбон 1132, Новий Орлеан, Луїзіана

В результаті цієї виставки Університет Вірджинії найняв її для документування його будівель, а штат Північна Кароліна доручив їй задокументувати свою архітектурну історію. Луїзіана найняла Джонстон, щоб задокументувати її величезні плантації, що швидко занепадали. 1933 року вона отримала грант від корпорації Карнегі в Нью-Йорку для документування ранньої архітектури Вірджинії. Це призвело до серії грантів та фотографій у восьми інших південних штатах; копії всіх її фотографій з цих проєктів були передані Бібліотеці Конгресу для загального користування. У грудні 1935 року Джонстон розпочала річний проєкт зі знімання історичних споруд колоніальної ери у Вірджинії. Він задумувався як однорічний проєкт, але він перетворився на восьмирічний великий проєкт. Вона проїхала 50000 миль і дослідила 95 округів Вірджинії.

## Останні роки, смерть і спадщина
Джонстон була визнана почесним членом Американського інституту архітекторів за її роботу щодо збереження старих та зникомих будівель. Її колекції придбані такими установами, як Музей мистецтва Метрополітен, Музей образотворчих мистецтв Вірджинії та Музей мистецтв Балтимора. Хоча її невпинна подорож була урізана через нормування бензину в часи Другій світовій війні, невтомна Джонстон продовжувала фотографувати. 1940 року вона придбала будинок у французькому кварталі Нового Орлеана, а 1945 року вийшла на пенсію. Вона померла в Новому Орлеані 1952 року у віці вісімдесяти восьми років.

## Галерея

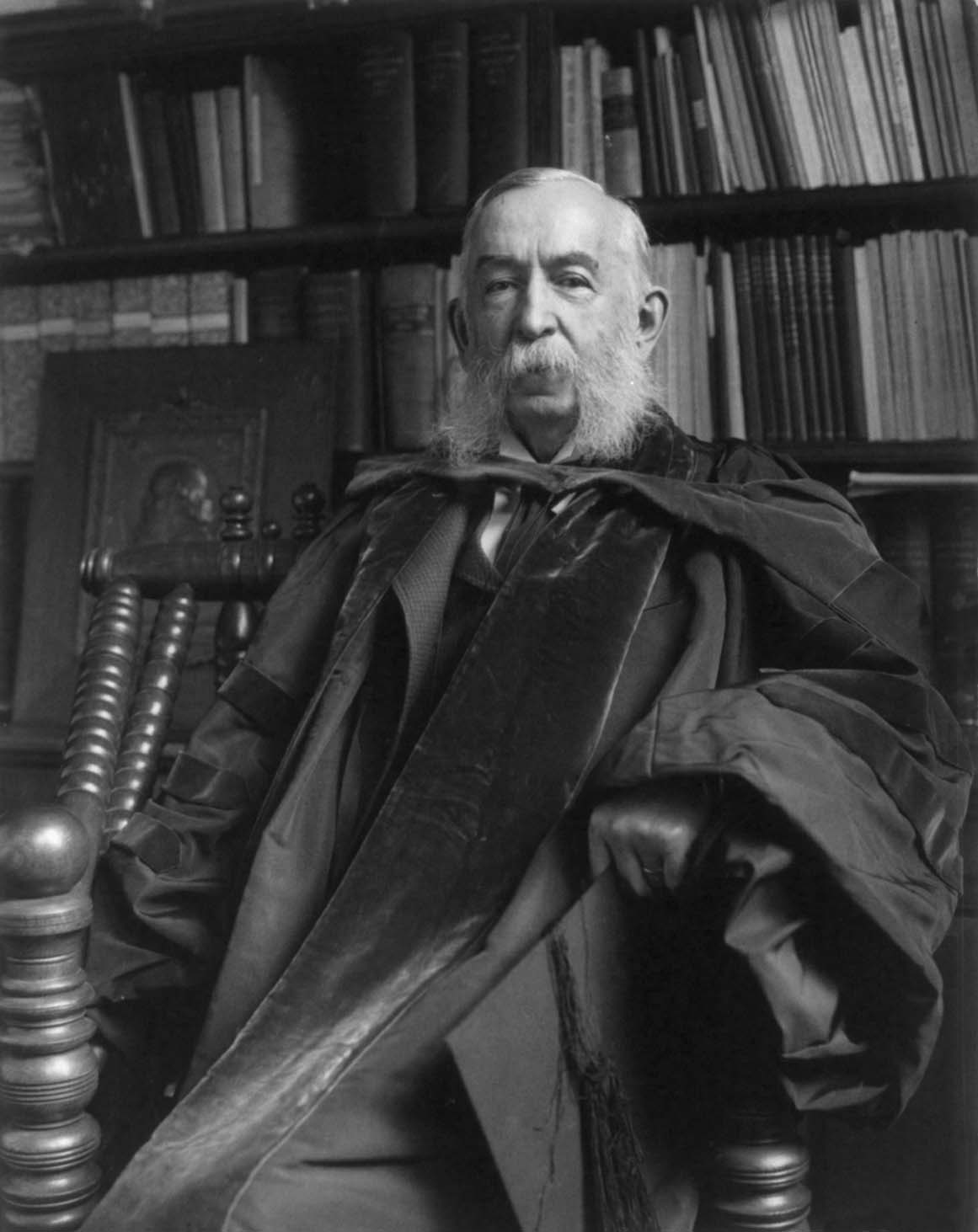
Портрет освітянина Даніеля Коїта Гілмана, бл. 1890 року
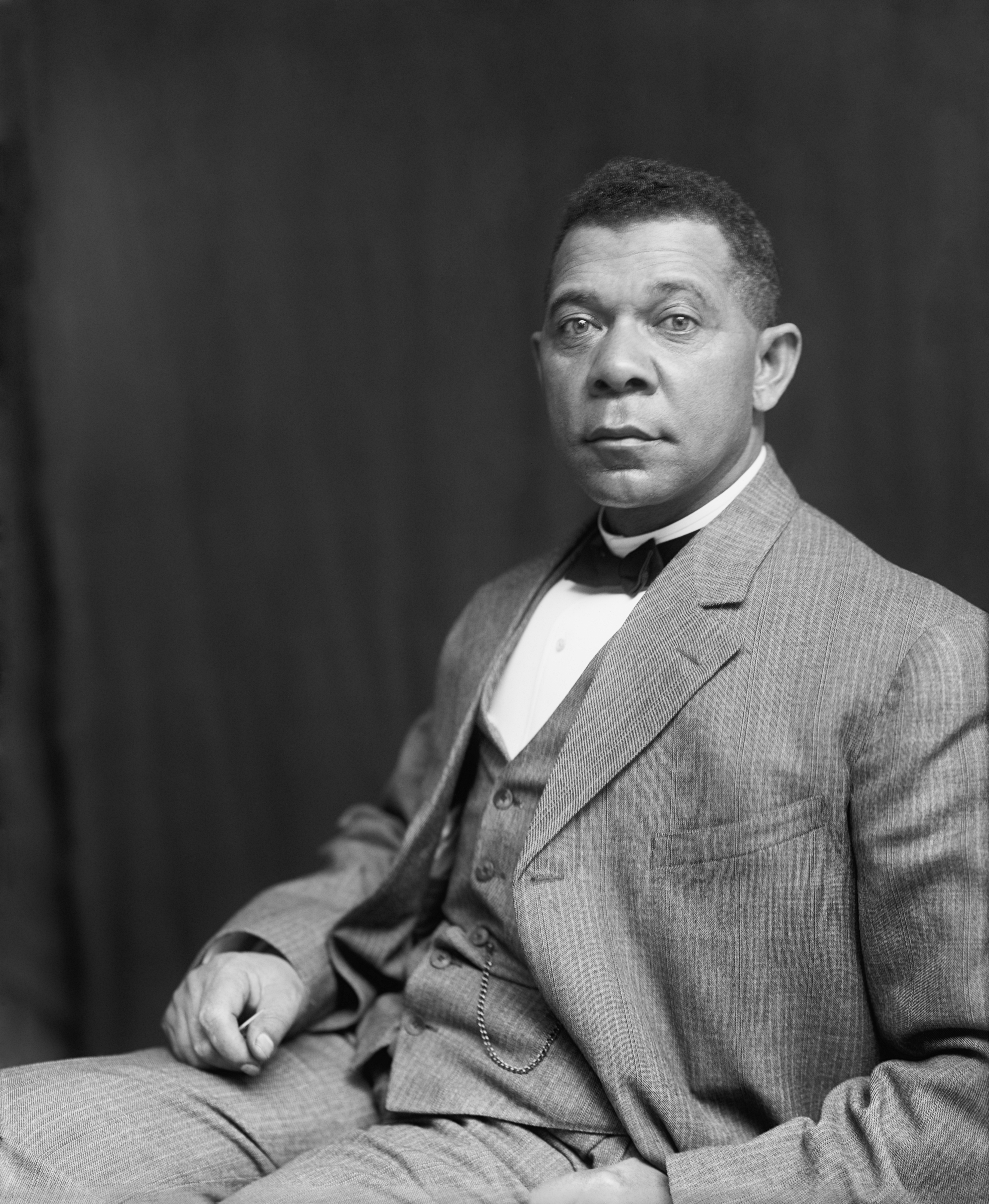
Букер Вашингтон, бл. 1895 року
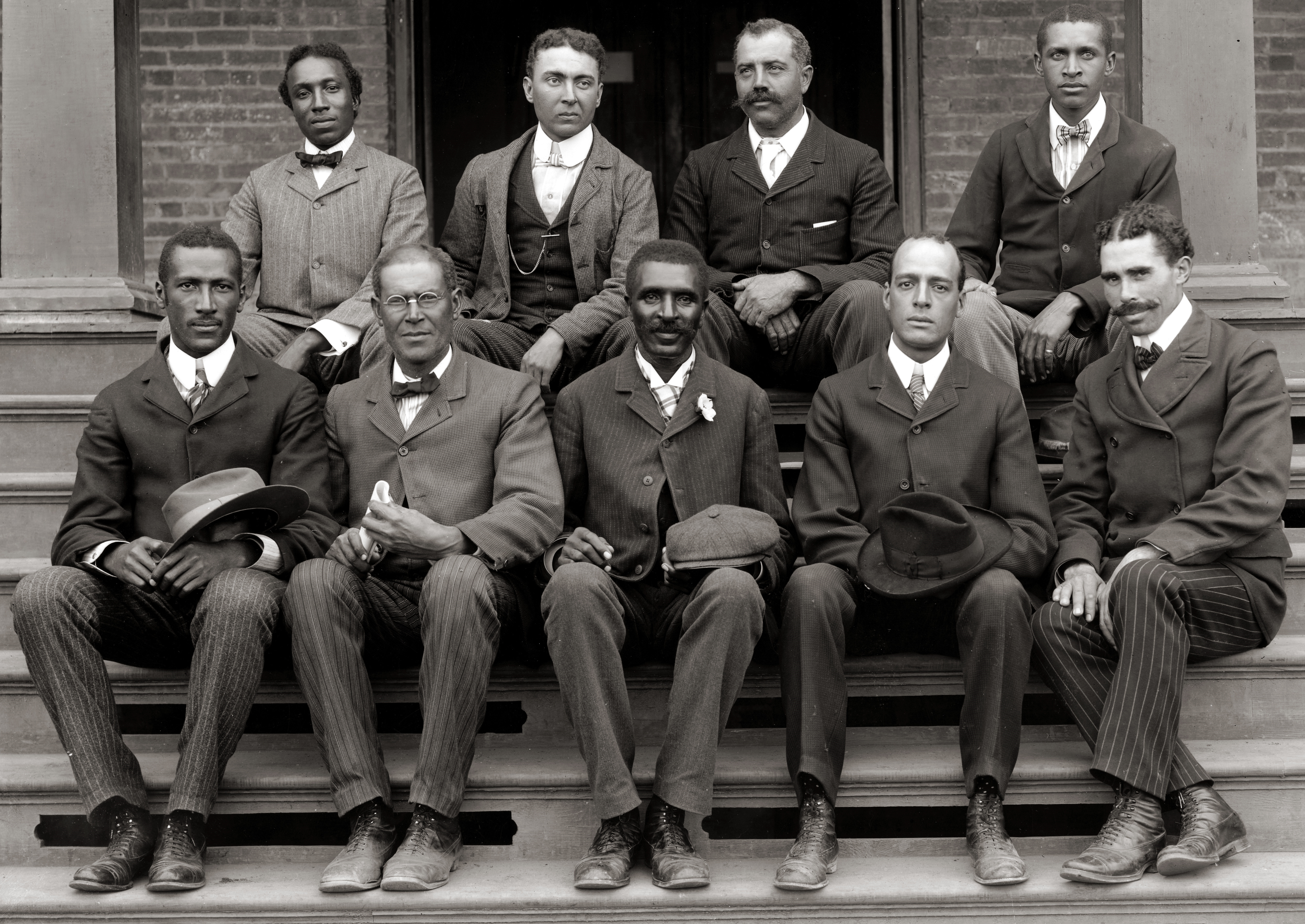
Джордж Вашингтон Карвер (перший ряд, центр) позує з колегами з факультету Університету Таскігі, бл. 1902 року
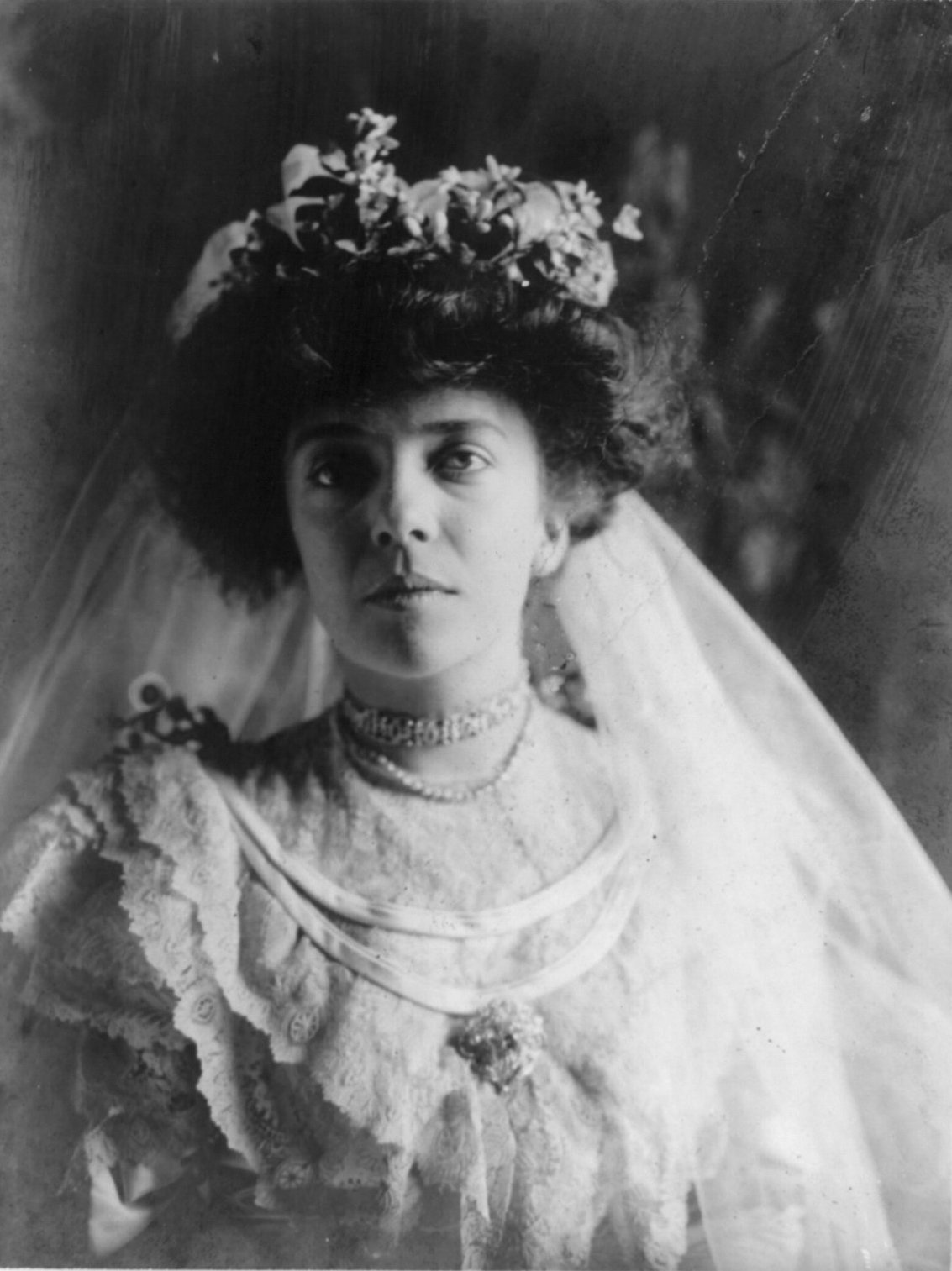
Весільна фотографія Еліс Рузвельт 1906 року
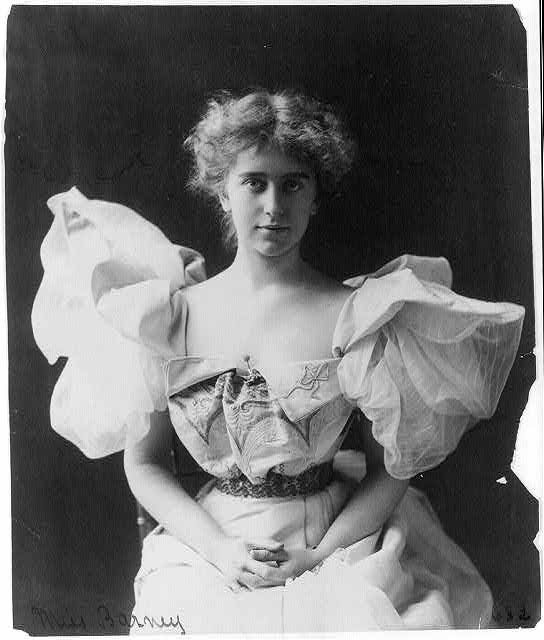
Наталі Кліффорд Барні, між бл. 1890 і бл. 1910 роками
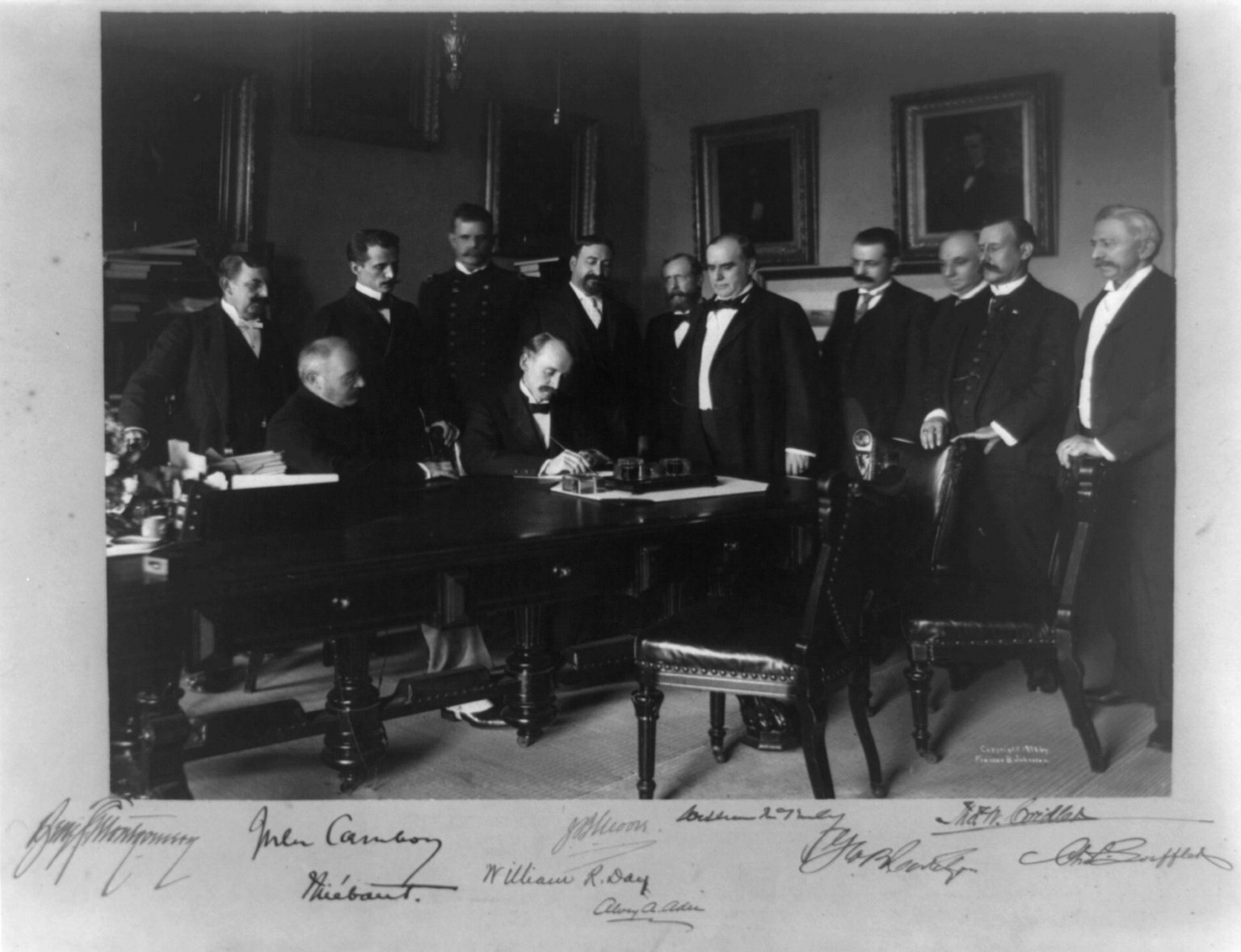
"Підписання протоколу", що означає припинення бойових дій між США та Іспанією в іспано-американській війні
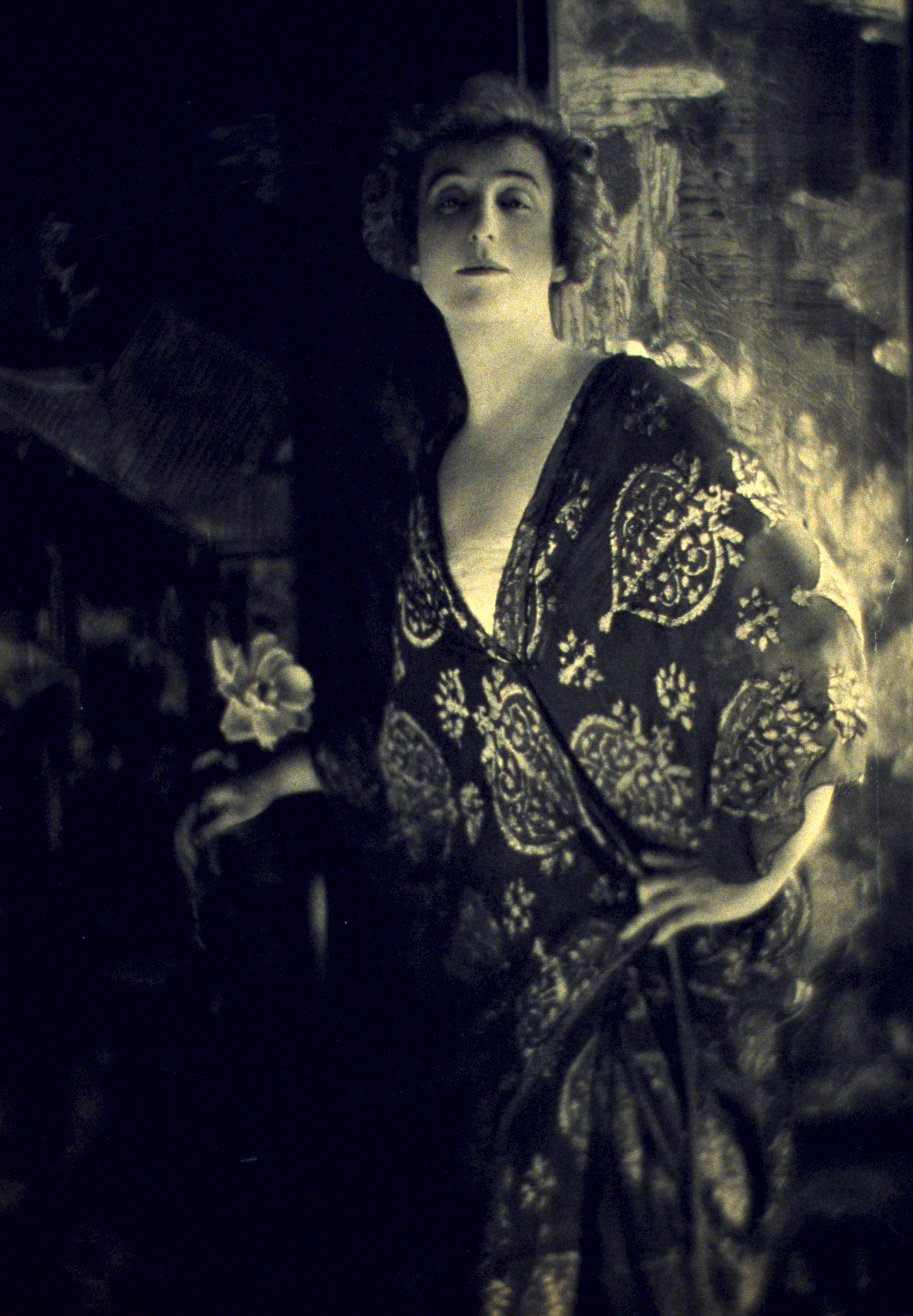
Ава Лоуле Віллінг
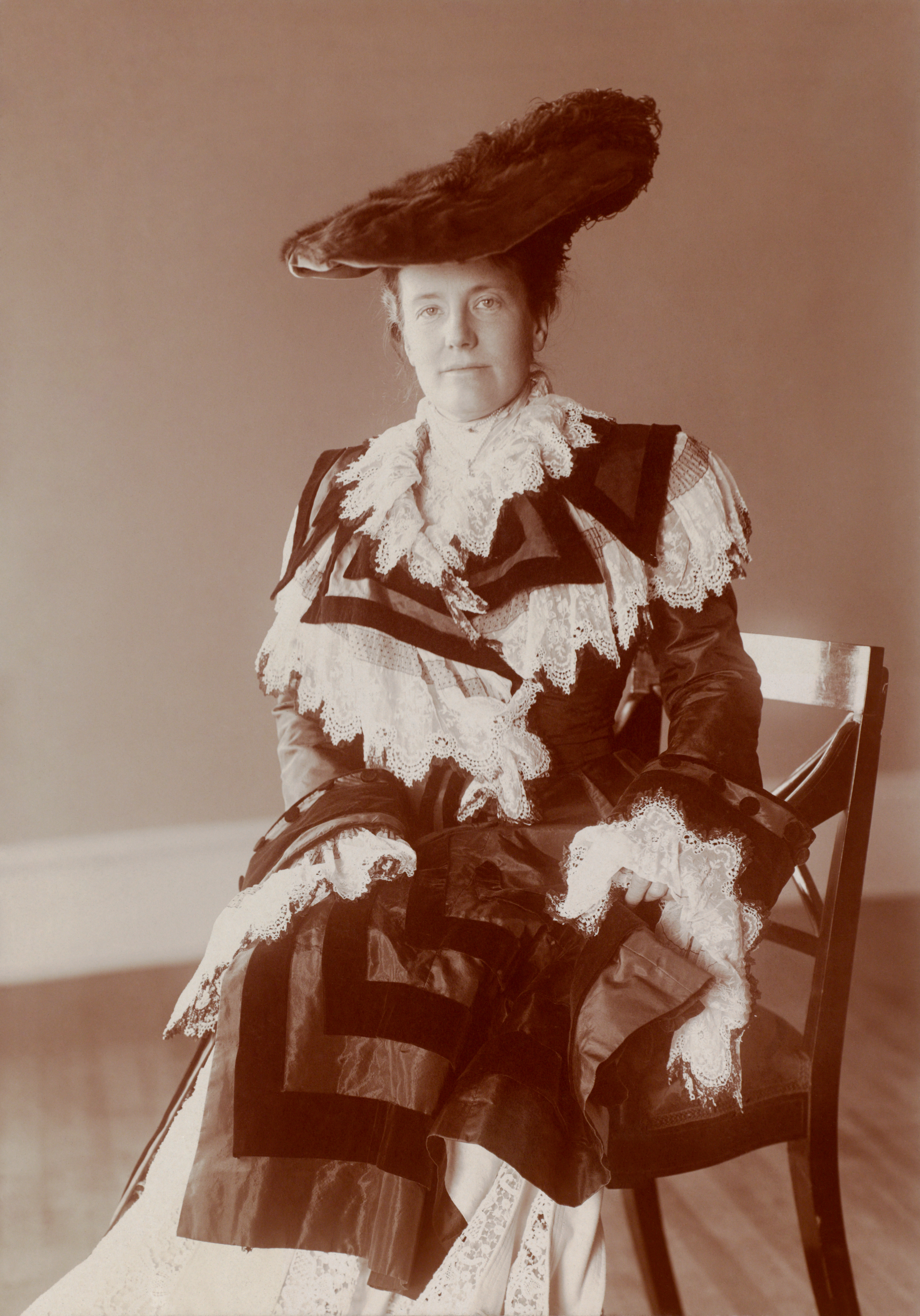
Перша леді Едіт Рузвельт